# 운장산
운장산(雲長山)은 대한민국 전북특별자치도 진안군에 있는 높이 1126m의 산이다.
호남지방 노령산맥 중 제일 높은 산이다.
과거에는 주줄산(珠崒山), 주출산, 주화산(珠華山) 등으로 불리다 중봉인 운장대의 이름이 산이름으로 되었다. 한자 표기로는 雲藏臺이지만 일제시대부터 雲長山으로 표기 되었다. (일설로  전해지는 송익필의 자(字)가 산이름이 되었다는 것은 사실이 아니다. 일반적으로 자(字)를 지명으로 쓰는 경우는 없다. 서인인 송익필과 동인인 정여립의 관계를 생각하면 더욱 수긍하기 힘들다. 또한, 구봉산을 송익필의 호에서 가져왔다는 것도 사실과 다르다. 구봉산은 아홉 봉우리를 뜻하는 九峰이고, 송익필의 호는 龜峰이다. 龜峰은 현재 파주 심학산이다.)
최정상은 동봉(삼장봉 1,133m), 서봉(칠성대 1,120m),  중봉(운장대 1,126m) 이렇게 세 개의 봉우리로 이루어져 있다.
동봉인 삼장봉이 1,133m로 가장 높지만 대다수 자료에 중봉인 운장대의 높이로 표기되어 있다.

## 같이 보기
- 한국의 산